# Mount Bistre
Mount Bistre ist ein 1295 m hoher Berg Gipfel im östlichen Grahamland auf der Antarktischen Halbinsel. Unweit der Oskar-II.-Küste ragt er an der Nordflanke des Evans-Gletschers auf.
Der Falkland Islands Dependencies Survey kartierte ihn 1947 und erneut 1955. Das UK Antarctic Place-Names Committee benannte ihn am 4. September 1957 deskriptiv, da seine Gesteinsfarbe an Bister erinnert.